# Hexigten Qi
Hexigten Qi (chorągiew Hexigten; chiń. 克什克腾旗; pinyin: Kèshíkèténg Qí) – chorągiew w północno-wschodnich Chinach, w regionie autonomicznym Mongolia Wewnętrzna, w prefekturze miejskiej Chifeng. W 1999 roku liczyła 257 107 mieszkańców.